# English Electric Canberra
English Electric Canberra – brytyjski odrzutowy bombowiec, oblatany 13 maja 1949, wprowadzony do służby w maju 1951 (łączna światowa produkcja wyniosła 1352 egzemplarzy).

## Historia

### Geneza
Nowatorski silnik odrzutowy, jaki pojawił się w Wielkiej Brytanii wraz z pracami inżyniera Franka Whittleya nie od razu wzbudził zainteresowanie decydentów lotniczych. Dopiero lot samolotu Gloster E.28/39 udowodnił w praktyce iż możliwe jest wykorzystanie tego typu napędu. Dodatkowo, teoretyczne wyliczenia wskazywały, iż niewielki samolot myśliwski z silnikiem odrzutowym, uzyska znaczącą przewagę w prędkości lotu nad klasycznymi maszynami z napędem tłokowym. Było to tym bardziej istotne w czasie toczącej się w owym okresie wojny. Pozyskanie odrzutowego samolotu dla Royal Air Force dałoby Brytyjczykom ogromną przewagę w powietrzu, z drugiej strony, pozwoliłoby przeciwstawić się potencjalnym odrzutowym myśliwcom Luftwaffe. Zaprojektowanie i budowa samolotów myśliwskich z napędem odrzutowym otrzymała priorytetowe znaczenie. Inaczej przedstawiała się sytuacja z samolotami bombowymi. Ciężkie bombowce dalekiego zasięgu używane do rajdów nad III Rzeszę, musiały charakteryzować się dużym zasięgiem i ładownością. Pierwsze silniki odrzutowe zupełnie nie nadawały się dla tego typu bombowców. Duże zużycie paliwa pionierskich jednostek odrzutowych nie dawało szans na długotrwały lot, a niewielki ciąg uniemożliwiał wytworzenie odpowiedniej siły nośnej dla załadowanych bombami samolotów. Był to dodatkowy argument przemawiający za skupieniem wysiłków na produkcji odrzutowych samolotów myśliwskich.
Inaczej przedstawiała się sytuacja w obszarze bombowców lekkich, maszyn typu de Havilland Mosquito. Z racji realizowanych przez nie zadań, wymagano od nich dużej zwrotności i prędkości lotu. Tu swoją szansę dostrzegła firma English Electric, która w trakcie wojny produkowała licencyjne bombowce Handley Page Halifax i Handley Page Hampden. W 1944 roku firma rozpoczęła przygotowania do rozpoczęcia produkcji myśliwskich samolotów odrzutowych De Havilland Vampire. Widzą jednak, że wojna ma się ku końcowi i dalsze zamówienia na wojenną produkcje mogę wraz z jej zakończeniem ulec zmniejszeniu lub zostać całkowicie anulowane, wytwórnia postanowiła poszukać szansy na zachowanie produkcji lotniczej, na obszarze bombowców z napędem odrzutowym.

### Projekt
Pierwszym krokiem jaki podjęła English Electric na drodze do celu, jakim było zaprojektowanie i zbudowanie nowej maszyny, było zatrudnienie na stanowisku głównego inżyniera Williama Edwarda Willoughby’ego „Teddy” Pettera, byłego dyrektora technicznego i głównego inżyniera wytwórni Westland Aircraft. Petter przyszedł do nowej firmy z gotowym, wstępnym projektem samolotu myśliwsko-bombowego z napędem odrzutowym, mającym zastąpić w linii de Havilland Mosquito, maszyną oznaczoną jako Westland P.1056/1061. Petter zorganizował zespół konstruktorów, przed którym wytwórnia postawiła zadanie zaprojektowania szybkiego samolotu bombowego z napędem odrzutowym. Prace były o tyle utrudnione, iż pomimo zaangażowania w projekt i prowadzenia konsultacji, już na wstępnym etapie z brytyjskim Ministerstwem Lotnictwa (Air Ministry), nikt nie wiedział jakimi dokładnie cechami powinna charakteryzować się nowa konstrukcja.
Petter swoje prace rozpoczął od modyfikacji swojego projektu Westland P.1056/1061. Usunięto uzbrojenie strzeleckie, układ dolnopłata zamieniono na średniopłat. Powiększono konstrukcje zwiększając długość i rozpiętość samolotu. Zastosowano ciśnieniową kabinę załogi. Rozważano użycie dwóch lub nawet trzech silników odrzutowych, wpisanych tak jak w pierwotnym projekcie w obrys kadłuba. Jednak z racji, iż taka ich liczba, z racji umiejscowienia silników zwiększyłaby przekrój poprzeczny samolotu oraz jego masę, zainteresowano się silnikiem Rolls-Royce RB.43. Wadą była duża średnica wynosząca 168 cm, jednak duży ciąg jednostki rzędu 55,6 kN, wystarczający do uzyskania pożądanych osiągów, umożliwiał zastosowanie pojedynczego silnika. Wloty powietrza do silnika usunięto z dziobu i przeniesiono na krawędź natarcia skrzydła, tuż przy kadłubie po obu jego stronach. Wygospodarowane w ten sposób miejsce na dziobie samolotu przeznaczono na radar i inne urządzenia elektroniczne. Za kabiną pilota umieszczona została komora bombowa a za nią pojedynczy silnik. Kadłub miał przekrój kołowy na całej swojej długości. Zastosowano chowane podwozie z przednim podparciem. Goleń przednia chowała się do kadłuba pod kabiną pilota a podwozie główne do wnęk w skrzydłach. W maju 1945 roku projekt wstępny nowej konstrukcji został ukończony.
Dostrzegając dynamiczny rozwój lotnictwa bojowego, w oparciu o napęd odrzutowy, również Ministerstwo Lotnictwa uznało, że nowe powojenne bombowce z napędem tłokowym Avro Lincoln i nadal pozostające w służbie Avro Lancaster będą bezbronne w starciu z nowymi myśliwcami. Efektem było opracowanie wstępnych wymagań jakimi powinien charakteryzować się nowy bombowiec, również napędzany silnikami odrzutowymi. Sztab Lotniczy (Air Staff) uznał, iż nowa konstrukcja powinna charakteryzować się dużą szybkością i zwrotnością, pozwalającą na ucieczkę przed wrogimi maszynami myśliwskimi, tym samym zrezygnowano z obronnego uzbrojenia strzeleckiego. Jak również zdolnością do bombardowania celów bez ich widoczności, z dużej wysokości. Opierając się na owych wstępnych wymaganiach, Ministerstwo Zaopatrzenia (Ministry of Supply) wydało eksperymentalną specyfikację E.3/45. Specyfikacja określała parametry odrzutowego bombowca pozbawionego strzeleckiego uzbrojenia obronnego, zdolnego do osiągania wysokiego pułapu i dużej prędkości lotu, z dwuosobową załogą, pilota i nawigatora, pełniącego również rolę bombardiera i radiooperatora. Wartości jakie miały być osiągane to prędkość przelotowa 805 km/h na wysokości pomiędzy 10 668 ma 13 716 m, zasięg 2574 km. Nowa konstrukcja miała być zdolna do przenoszenia 2722 kg bomb. Maksymalna masa startowa samolotu miała wynosić 18 144 kg. Dysponując wstępną specyfikacją, 13 czerwca 1945 roku, English Electric otrzymał kontrakt na kontynuowanie swoich prac nad nowym bombowcem.
Równolegle projekt Pettera był cały czas modyfikowany. Rolls-Royce opracował nowy silnik AJ.65. Dysponował on ciągiem 28,9 kN, mniejszym niż RB.43, ale był od niego mniejszy i lżejszy. Zrezygnowano zatem z RB.43, zastępując go dwoma AJ.65, które umieszczono w dwóch gondolach silnikowych umieszczonych pod skrzydłami. Wymagało to wzmocnienia konstrukcji skrzydeł i zwiększenia ich grubości w miejscu montażu gondoli. Dzięki zmianom udało się skrócić kadłub. Pomimo tego, dzięki usunięciu silników z wnętrza kadłuba, wygospodarowano miejsce na dłuższą komorę bombową, zdolną do przenoszenia 3629 kg bomb. Nowe jednostki miały również mniejsze zużycie paliwa, co pozwoliło na zmniejszenie pojemności zbiorników paliwa. Nowy, dwusilnikowy projekt był lżejszy od poprzedniego o około dwie tony. Jedną z rozważanych wersji samolotu, przewidywano zastosowanie skrzydeł o skosie rzędu 30° w 25% cięciwy. Pozwoliłoby to na zwiększenie prędkości przelotowej o 56 km/h. Brak doświadczenia z płatem o tego typu konstrukcji był powodem porzucenia pomysłu. Kolejna znacząca zmiana polegała na przeniesieniu silników z gondoli podskrzydłowych do gondoli wbudowanych w skrzydła. Podobne rozwiązanie zastosowano w samolotach Gloster Meteor. Kolejne wzmocnienie struktury skrzydła, które opierało się na pojedynczym dźwigarze i licznym ożebrowaniu wewnętrznym. W takiej postaci, w części od kadłuba do gondoli silnikowych skrzydła miały prostokątny obrys i wznios wynoszący 2°, od silników w kierunku swojego końca skrzydła miały trapezowy obrys zw wzniosem wynoszącym 4°21′. Zmniejszono ich rozpiętość, na krawędzi spływu umieszczono dwusegmentowe klapy krokodylowe i lotki. Wydłużono kadłub, masa samolotu wzrosła do ponad 20 ton.

### Prototyp
Pod koniec 1945 roku prace uściślające wymagania stawiane nowej konstrukcji nabrały tempa. We wrześniu Sztab Lotniczy wydał wstępne wymagania operacyjne AST.199 (Air Staff Target). 10 grudnia 1945 roku Ministerstwo Zaopatrzenia ukończyło kontrakt przeznaczony dla English Electric. Zakładał on budowę czterech samolotów prototypowych oznaczonych jako E.A.1, gdzie litera E oznaczała wytwórnie, litera A oznaczała pierwszy typ samolotu a cyfra 1 pierwszą wersję. Kontrakt został podpisany przez English Electric i Ministerstwo 7 stycznia 1946 roku. Maszynom nadano numery ewidencyjne RAF VN799, VN813, VN828 i VN850. Również w styczniu 1946 roku Sztab Lotniczy opublikował końcowe wymagania operacyjne względem samolotu, znane jako OR.199 (Operational Requirement). 11 marca 1946 roku opublikowano zmodyfikowaną specyfikacje E.3/45, której kolejna, ostateczna wersja trafiła do wytwórni 11 lipca 1946 roku. Według dokumentu, nowa konstrukcja miała charakteryzować się prędkością przelotową co najmniej 815 km/h na wysokości 12 192 m, pułapem praktycznym nie mniejszym niż 15 240 m. Przenosząc na pokładzie ładunek 2722 kg bomb, maszyna miała dysponować zasięgiem co najmniej 2593 km. Samolot miał być napędzany silnikami Rolls-Royce AJ.65, które otrzymały oznaczenie producenta Rolls-Royce Avon. Dwuosobowa załoga miała dysponować wyrzucanymi fotelami typu MMartin-Baker Mk.1C. Ładunek bombowy przenoszony przez samolot miał mieć masę 4536 kg. W skład wyposażenia miał wchodzić radar nawigacyjno bombowy H2S Mk IX (początkowo Mk II) wraz z przelicznikiem NBC (Navigation and Bomb Computer) Mk II. Radiowysokościomierz, radiostacje dalekiego zasięgu i VHF, radar ostrzegawczy Orange Putter, system nawigacji radiowej Rebecca Mk IV, system identyfikacji swój-obcy, wyrzutnik dipoli zakłócających promieniowanie radarowe przeciwnika oraz możliwość montażu aparatu fotograficznego przeznaczonego do robienia pionowych zdjęć.
W 1947 roku wybudowano pełnowymiarową drewnianą makietę bombowca. Budowa prototypu wstrzymywana była przez problemy z silnikiem Rolls-Royce Avon, nie osiągały one zakładanego przez producenta ciągu. W styczniu 1948 roku Rolls-Royce opracował wersję RA.2 dysponującą ciągiem 26,7 kN, mniejszym niż wymagał projekt bombowca. Pomimo tego, w styczniu 1949 roku zapadła decyzja o zastosowaniu jednostek Avon w wersji RA.2. Pierwsze dwa silniki Avon trafiły do English Electric w marcu 1949 roku. Latem tego samego roku, prezes zarządu wytwórni English Electric, George Horatio Nelson, zaproponował aby nowy samolot otrzymał nazwę Canberra, upamiętniającą australijską stolicę. Propozycja została zaakceptowana i 19 stycznia 1951 roku, w obecności premiera Australii, Roberta Menziesa, w bazie RAF Biggin Hill odbyła się oficjalna uroczystość nadania nazwy Canberra.
29 kwietnia 1949 roku po raz pierwszy uruchomiono silniki na pierwszej ukończonej maszynie prototypowej (VN799). Kilka dni później, 8 maja rozpoczęto próby kołowania samolotu, za sterami maszyny siedział pilot doświadczalny Roland Prosper „Bee” Beamont. W trakcie szybkich kołowań, Canberra kilkakrotnie odrywała się od płyty wykonując krótkotrwałe skoki. 13 maja tego samego roku, dokonano oblotu samolotu. Lot trwał 27 minut, za sterami maszyny siedział Beamont. Lot ujawnił przekompensowanie steru kierunku, poradzono sobie z tym ścinając jego wierzchołek. Kolejny lot odbył się 18 maja, tym razem wystąpiły drgania sterów wysokości, zmieniając ich wyważenie i kształt, wyeliminowano problem. Zmodyfikowano miejsce styku kroplowej osłony kabiny z kadłubem, w jej tylnej części gdzie tworzyły się turbulencje, osłaniając je metalowym kołnierzem.
W początkowym okresie służby Canberra wyróżniała się dużą prędkością maksymalną i pułapem praktycznym. Możliwości maszyny wykazano, bijąc szereg rekordów w dziedzinie wysokości lotu i czasu przelotu ‘po trasie’. 26 sierpnia 1952 roku Canberra numer VX185, jako pierwszy samolot w historii, przeleciała przez Ocean Atlantycki z Europy do Ameryki i z powrotem w jeden dzień, a 28 sierpnia 1957 roku, wspierana dodatkowymi silnikami rakietowymi, wzniosła się na 21 340 metrów.
Ostatnie brytyjskie egzemplarze (służące jako samoloty rozpoznawcze) zostały wycofane z RAF-u w 2006 roku. Siły powietrzne Indii używały tego modelu samolotu do 2007 roku. Były one używane bojowo między innymi podczas wojny indyjsko-pakistańskiej w 1965 roku, podczas której Pakistan używał amerykańskiej wersji tego samolotu – B-57. Stany Zjednoczone wyprodukowały na licencji 406 egzemplarzy pod oznaczeniem Martin B-57 Canberra – dwa z nich do dziś służą w NASA jako samoloty rozpoznania meteorologicznego (kilka byłych brytyjskich egzemplarzy odgrywa podobną rolę). Australijskie Canberry Mk 20 z No. 2 Squadron RAAF brały udział w wojnie wietnamskiej od 1967 do 1971 roku. W turach liczących po osiem samolotów wylatały łącznie 11 963 lotów, zrzucając 76 389 bomb. Dwa z nich stracono; samoloty były przypisane do 35. Skrzydła USAF-u.

## Użytkownicy
- Royal Air Force (782) – brytyjski RAF był pierwszym odbiorcą Canberr, jak również użytkował je najdłużej, ze wszystkich państw, w których siłach powietrznych samolot się pojawił. Pierwszą jednostką, która otrzymała nową maszynę był stacjonujący w bazie RAF Binbrook dywizjon No. 101 Squadron RAF. W momencie dostarczenia odrzutowych Canberr, na wyposażeniu jednostki znajdowały się bombowce Avro Lincoln. Pierwszy z nowych samolotów, Canberra B.2 o znakach WD936, dostarczona została 25 maja 1951 roku. Za jej sterami siedział Roland Prosper „Bee” Beamont. Kilka miesięcy później, w styczniu 1952 roku, proces przezbrajania w nowe maszyny rozpoczął No. 617 Squadron RAF „Dambusters”. Dwa miesiące później, w marcu 1952 roku, Canberry po raz pierwszy trafiły do No. 12 Squadron RAF, a w maju tego samego roku w No. 9 Squadron RAF. W sierpniu 1952 roku ponownie sformowano No. 50 Squadron RAF, na którego stanie również znalazły się nowe, odrzutowe bombowce.

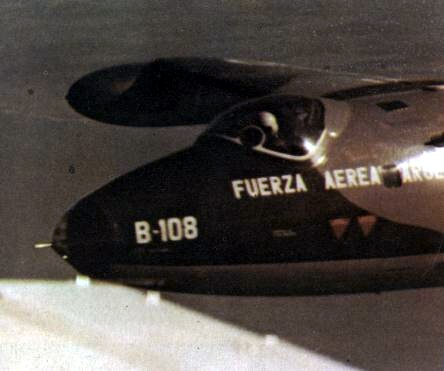
Zestrzelona 13 czerwca 1982 roku pociskiem Sea Dart argentyńska Canberra o numerze bocznym B-108

- Fuerza Aérea Argentina (12) – samoloty dla Argentyny dostarczono w latach 1970–1971. Siły powietrzne otrzymały dziesięć bombowców w wersji B.62 oraz dwa samoloty szkolno-treningowe T.64. 22 listopada 1971 roku katastrofie uległ jeden z bombowców (o numerze bocznym B-103). 22 listopada 1973 roku utworzono Escuadrón I Canberra wchodzącej w skład Grupo 1 de Bombardeo, do której przydzielono wszystkie posiadane Canberry. W 1979 Grupo 1 de Bombardeo przemianowano na Grupo 2 de Bombardeo, której z kolei w 1991 roku zmieniono nazwę na Grupo Aéreo 2. Grupo Aéreo 2 jest częścią II Brigada Aérea. W grudniu 1978 roku kilka maszyn zostało przydzielonych do Escuadrón Aeromóvil Canberra. Jednostka została utworzona, w celu zapewnienia powietrznego wsparcia w trakcie konfliktu granicznego z Chile o wyspy Picton, Lennox i Nueva. Samoloty zostały przebazowane do Base Aeronaval Comandante Espora w pobliżu Bahía Blanca. W trakcie rutynowej eksploatacji utracono w katastrofie bombowiec o numerze bocznym B-106. Argentyńskie Canberry wzięły udział w wojnie o Falklandy-Malwiny. W trakcie jej trwania, bombowce zostały przydzielone do nowo utworzonego Escuadrón Mk62 Canberra operującej z Base Aeronaval Almirante Zar w Trelew. 1 maja 1982 roku samoloty wystartowały do swojej pierwszej misji, której celem był atak na okręty Royal Navy. W jej trakcie utracono maszynę o numerze bocznym B-110, zestrzeloną pociskiem AIM-9L Sidewinder przez brytyjski British Aerospace Sea Harrier z 801 Naval Air Squadron stacjonującego na lotniskowcu HMS Invincible. Celem uniknięcia dalszych strat, Canberry przesunięto do działań nocnych. 21 maja 1982 roku brytyjski desant wylądował na wyspach. Pozycje Brytyjczyków stały się celem kolejnych misji argentyńskich bombowców. 13 czerwca 1982 roku, wystrzelony z pokładu brytyjskiego niszczyciela HMS Cardiff pocisk Sea Dart zestrzelił maszynę o numerze bocznym B-108. Dzień później podpisano zawieszenie broni a tydzień później wszystkie Canberry powróciły do macierzystej bazy BAM José de Urquiza w Paranie. W trakcie konfliktu, Canberry wykonały 35 misji bojowych, zrzucając około 45 ton bomb. 13 sierpnia 1982 roku w katastrofie utracono bombowiec o numerze bocznym B-104 a 1 lipca 1983 roku, kolejny, o numerze bocznym B-107. Ostatnie trzy lotne egzemplarze, wycofane zostały ze służby w kwietniu 2000 roku[1].

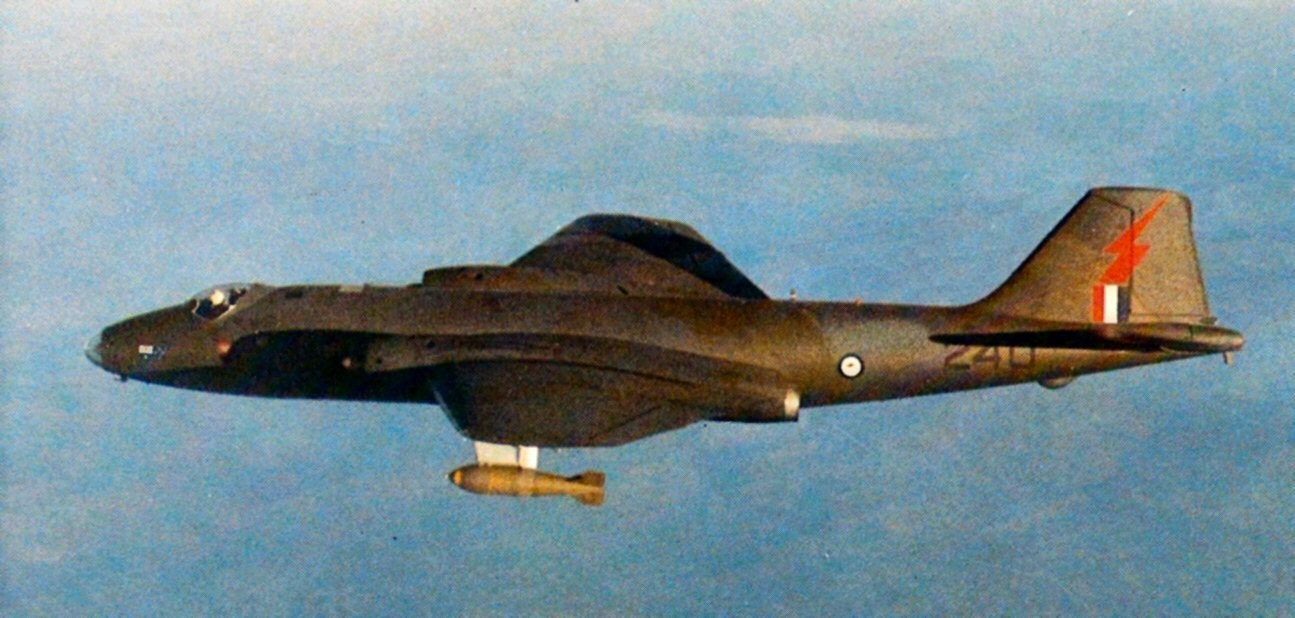
Należąca do No. 2 Squadron w locie nad Wietnamem, marzec 1970 roku

- Royal Australian Air Force (52) – australijskie Canberry w wersji B.20 produkowane były na licencji w rodzimych zakładach Government Aircraft Factories (GAF). Dwa wzorcowe egzemplarze w wersji B.2, o numerach WD983 i WD939 dotarły do kraju z Wielkiej Brytanii. Pierwszy z nich (WD939), z załogą w składzie Według Cdr D.R. Cuming za sterami i Flt Lt C. Harvey na stanowisku nawigatora, po pokonaniu trasy liczącej 16 487 km z RAF Lyneham do Darwin, przyleciał 5 sierpnia 1951 roku. Podróż trwała z międzylądowaniami cztery dni a maszyna spędziła łącznie w powietrzu 21 godzin i 41 minut. Był to również pierwszy lot samolotu z napędem odrzutowym, na trasie Wielka Brytania – Australia. Drugi z pary samolotów wzorcowych dotarła w maju 1952 roku. Licencyjne Canberry weszły do służby w No. 2 Squadron i No. 6 Squadron w 1955 roku i No. 1 Squadron w 1958 roku. Macierzystą bazą wszystkich trzech dywizjonów była RAAF Base Amberley w Queensland. W 1956 roku, celem wspomożenia procesu szkolenia załóg samolotów, pozyskano z Wielkiej Brytanii dwa szkolno-treningowe T.4. Rodzime zakłady GAF przebudowały na wersję szkolną T.21, oba egzemplarze wzorcowe, które przybyły w 1951 i 1952 roku oraz pięć wybudowanych na licencji bombowych B.20. Szkolne samoloty weszły w skład No. 1 Operational Conversion Unit podległemu No. 82 Wing z RAAF Base Amberley, Air Armament School i Central Flying School w RAAF Base East Sale. 19 kwietnia 1967 roku, osiem Canberr należących do No. 2 Squadron przybyło do Phan Rang Air Base w Wietnamie Południowym, rozpoczynając tym samym trwające do 1971 roku zaangażowanie australijskich Canberr w wojnie wietnamskiej. Operacyjnie No. 2 Squadron podporządkowany był amerykańskiemu 35th Tactical Fighter Wing. 3 listopada 1970 roku dywizjon utracił w locie bojowym Canberrę wraz z załogą o numerze A84-231. Szczątki samolotu i pilotów odnaleziono w 2009 roku. 14 marca 1971 roku utracono kolejną maszynę, o numerze A84-228, tym razem załoga została uratowana. W maju 1971 roku bombowce wykonały ostatnie misje w Wietnamie, a w czerwcu tego samego roku powróciły do Australii. No. 2 Squadron był jednostką najdłużej wykorzystującą Canberry w służbie operacyjnej, do czerwca 1982 roku. Canberry znalazły się również na wyposażeniu brytyjsko-australijskiego ośrodka badawczego Weapons Research Establishment w Woomerze. Samoloty w wersji B.2 i T.4 należały do brytyjskiego RAF, ale latały na nich również australijskie załogi. Trzy maszyny w wersji B.2 (WD935, WD942 i WH710) zostały formalnie wypożyczone do Royal Australian Air Force. Jedna z nich nigdy nie dotarła do kraju. Samoloty wykorzystywano w lotach testowych w latach 1952–1957, po zakończeniu służby w Weapons Research Establishment maszyny zwrócono RAFowi[1].
- Fuerza Aérea de Chile (3) – Chile nabyło trzy rozpoznawcze Canberry PR.9. Samoloty pochodziły z No. 19 Maintenance Unit RAF mieszczącej się w bazie RAF St Athan. Drogą jaką pozyskano maszyny pozostaje niejasna. Jedna z wersji głosi, iż Canberry dla Chile były rodzajem „zapłaty” jaką Wielka Brytania uiściła, w zamian za przychylną postawę kraju w trakcie wojny o Falklandy-Malwiny. Nie poddane żadnej modernizacji lub remontowi Canberry, po wcześniejszym przygotowaniu chilijskiego personelu, 15 października 1982 roku o własnych siłach samoloty odleciały z Wielkiej Brytanii do Chile. Na miejscu maszyny znalazły się na stanie Escuadrilla de Reconocimiento z Grupo de Aviación 2. Na co dzień samoloty stacjonowały w Base Aérea Los Cerrillos. 25 maja 1983 roku utraconą pojedynczą Canberrę, pozostała dwójka samolotów została wycofana z aktywnej służby w grudniu 1988 roku[1].
- Fuerza Aérea Ecuatoriana (6) – Ekwador zakupił sześć samolotów w wersji Canberra B.6 w maju 1954 roku. Fabrycznie nowe maszyny zostały dostarczone, pierwsze dwie w kwietniu 1955 roku, kolejne dwie w czerwcu tego samego roku i ostatnia dwójka w lipcu 1955 roku. Canberry weszły w skład eskadry Escuadrón de Combate 1112, należącej do Grupo de Bombardeo 1112. Samoloty na co dzień stacjonowały w bazie Aéra Mariscal Sucre de Quito. Eskadra zakończyła swoją działalność w 1981 roku. Do końca służby dotrwały trzy z sześciu Canberr, które zostały odstawione do rezerwy[1].
- Etiopskie Siły Powietrzne (4) – Etiopia nabyła cztery samoloty w wersji Canberra B.52 w drugiej połowie 1968 roku. Jeden z nich uległ wypadkowi podczas lądowania. Drugi został uprowadzony przez własną załogę, która uciekła do nieznanego kraju arabskiego, dwa pozostałe utracona w trakcie wojny w Ogadenie prowadzonej w latach 1977–1978[1].
- Armée de l’air (6) – Francja stała się posiadaczem sześciu samolotów, które zamówiono wiosną 1954 roku. Żadna z zamówionych maszyn nie weszła do służby operacyjnej, wszystkie miały pełnić role maszyn doświadczalnych. Pierwsze trzy samoloty wygospodarowano z zamówienia realizowanego dla brytyjskiego RAF, dzięki czemu dość szybko znalazły się we Francji, dostarczono je pomiędzy sierpniem 1954 roku a styczniem 1955 roku. Kolejne trzy zbudowano specjalnie w celu realizacji francuskiego kontraktu. Wszystkie trzy dostarczono w drugiej połowie 1955 roku. Canberry znalazły się na stanie centrum badań w locie CEV (Centres d’essais en vol) oraz Centre de Tir et de Bombardement. Maszyny wykorzystywano do badań silników, radarów, rakietowych pocisków powietrze-powietrze oraz powietrze-ziemie i powietrze–woda[1].
- Indian Air Force (107) – Canberry w służbie Indyjskich Sił Powietrznych pozostawały przez pół wieku. Pierwsze maszyny pojawiły się w maju 1957 roku i weszły w skład No. 5 Squadron IAF. Uroczyste pożegnanie samolotów odbyło się w bazie Agra 11 maja 2007 roku. Ostatnie maszyny wchodziły w skład dywizjonu No. 106 Squadron IAF[5].

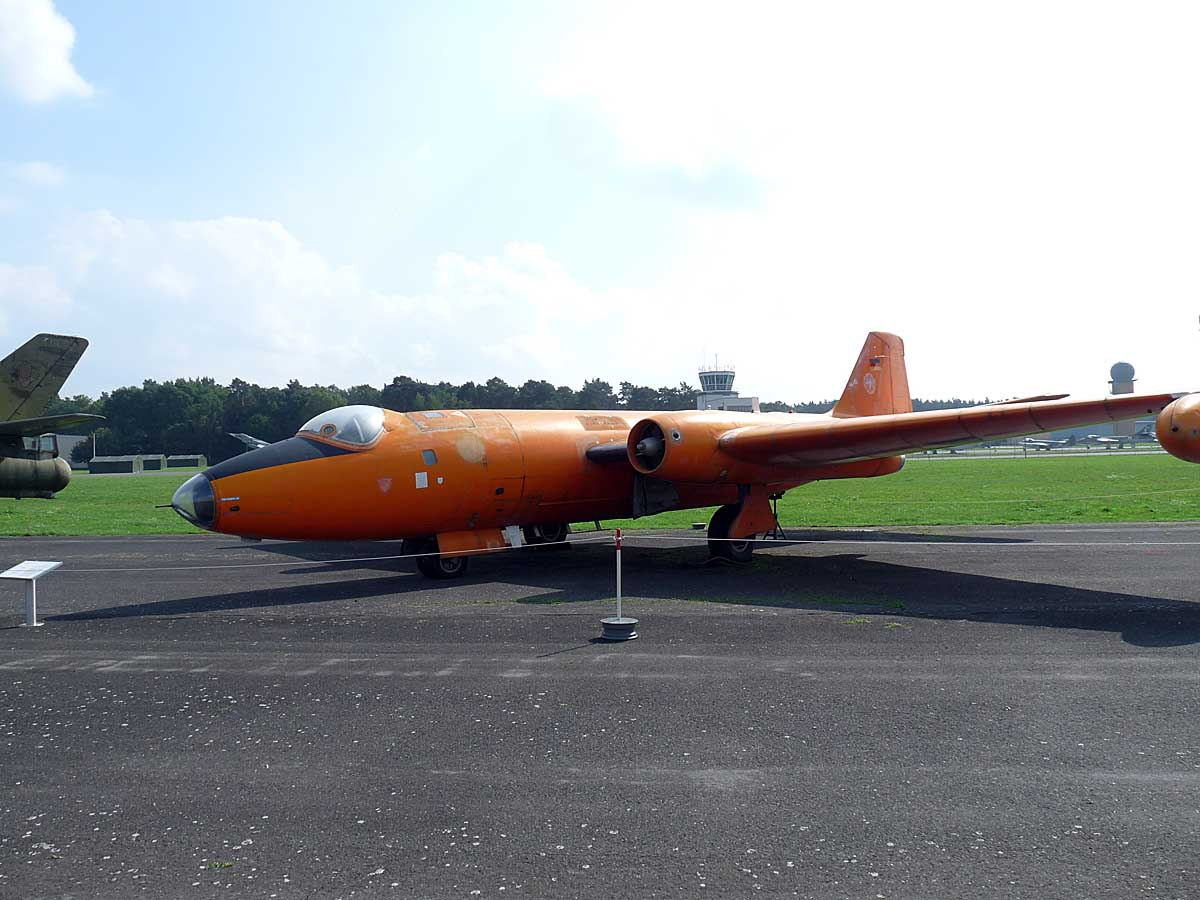
Canberra w Luftwaffenmuseum der Bundeswehr

- Luftwaffe (3) – Luftwaffe zakupiła trzy brytyjskie Canberry w 1965 roku. Były to służące wcześniej w RAF maszyny o numerach WK130, WK137 i WK138. Oficjalnie Niemcy przejęły samoloty, po przeprowadzonych na nich pracach modernizacyjnych w październiku 1966 roku. Maszyny z nowymi numerami YA+151 (WK130), YA+152 (WK137) i YA+153 (WK138) znalazły się na wyposażeniu jednostki doświadczalnej Erprobungsstelle 61 (Est 61). Jednostka stacjonowała w Oberpfaffenhofen koło Monachium. Jej zadaniem było przeprowadzanie testów nowych systemów uzbrojenia, systemów nawigacyjnych, kalibracja urządzeń, wszelkiego rodzaju badania związane z lotami na dużych wysokościach w tym wysokościowe skoki spadochronowe. Jednak nieoficjalnie, niemieckie Canberry wykorzystywane były do lotów zwiadowczych i rozpoznawczych wzdłuż granic lądowych i morskich Niemieckiej Republiki Demokratycznej. 1 stycznia 1969 roku zmieniono system oznaczeń samolotów Luftwaffe. Maszyny otrzymały znaki 00+01 (YA+151), 00+02 (YA+152) i 00+03 (YA+153). W 1970 roku samoloty przeszły pod dowództwo niemieckiego Urzędu Kartografii Wojskowej (Militärische Geographisches Amt) i otrzymały nowe, cywilne znaki. 00+01 zmieniono na D-9569, 00+02 na D-9566 a 00+03 na D-9567. A jako że ich nowym zadaniem miało być holowanie celów, przemalowano je na rzucający się w oczy pomarańczowy kolor. W 1976 roku wszystkie trzy Canberry powróciły do Wehrtechnische Dienstelle 61 (WTD 61 – bo taką nową nazwę otrzymała jednostka Est 61) i ponownie zmieniono ich oznaczenia. D-9569 na 99+36, D-9566 na 99+34 i D-9567 na 99+35. W latach 80. XX wieku utrzymanie maszyn w stanie lotnym było już nie lada problemem. Wiek płatowców, a także problem z dostępem do części zamiennych sprawił, iż pierwszą maszynę, 99+36 wycofano ze służby w 1984 roku. Do dziś można ją oglądać w Auto- und Technikmuseum w Sinsheim. W latach 90. Niemcy odkupili od Brytyjczyków kolejną Canberrę (WK123), była to wersja TT.18 służąca do holowanie celów. Jej skrzydła i silniki posłużyły w 1992 roku do remontu egzemplarza 99+34, który uległ uszkodzeniu w pożarze. Pozostające w służbie dwa ostatnie egzemplarze wycofano w 1993 roku. 27 maja 1993 roku w swój ostatni lot wzbił się 99+35, który poleciał do Luftwaffenmuseum der Bundeswehr, a 27 października tego samego roku, w swoim ostatnim locie, 99+34 poleciał do Internationales Luftfahrtmuseum w Villingen-Schwenningen[6].
- Nowa Zelandia (31) – pierwsze samoloty typu Canberra pojawiły się w Nowej Zelandii wraz z wypożyczeniem od RAF, w lipcu 1958 roku, siedemnastu egzemplarzy w wersji B.2 oraz trzech szkolno-treningowych T.4. Samoloty trafiły na wyposażenie No. 75 Squadron, który stacjonował w Tengah Air Base w Singapurze. W trakcie eksploatacji w latach 1961–1962 utracono dwa samoloty B.2 o numerach WF915 i WJ605. Zebrane w trakcie służby doświadczenia pozwoliły na sprawne wprowadzenie do linii własnych, zakupionych w lutym 1958 roku 9 bombowych w wersji B(I).12 i dwóch szkolno-treningowe w wersji T.13. Po jednym samolocie z każdego typu były maszynami używanymi. Pojedynczy, zbudowany dla RAF B(I).8 o numerze WT329 został zmodernizowany do wersji B(I).12 i jeden T.4, również zbudowany dla RAF, o numerze WE 190, zmodyfikowany do wersji T.13. Reszta zamówionych maszyn była zbudowana od podstaw. Pierwsze samoloty w wersji bombowej dostarczono we wrześniu 1959 roku, ostatni z nich w lutym 1960 roku. Treningowa Canberry przyleciały do Nowej Zelandii na początku 1961 roku. Na początku 1960 roku zakupiono kolejne dwie maszyny w wersji B(I).12, które dotarły do kraju w marcu i kwietniu 1961 roku. Zakupione Canberry trafiły na wyposażenie No. 14 Squadron w bazie RNZAF Base Ohakea. Wraz z wprowadzeniem własnych samolotów, wypożyczone Canberry oddano RAF w 1962 roku. W latach 1964–1966 No. 14 Squadron operował z Tengah Air Base i w Butterworth na Malajach. W trakcie działań utracono trzy Canberry. Wraz z zakupem amerykańskich Douglas A-4 Skyhawk, Canberry zostały wycofane z linii. W listopadzie 1970 roku, osiem B(I).12 i dwa T.13 sprzedano Indiom[1].
- Fuerza Aérea del Perú (42) – Peru było posiadaczem największej liczby Canberr na kontynencie południowoamerykańskim. Pierwsze zamówienie, obejmujące osiem maszyn w wersji B(I).8 podpisano w listopadzie 1955 roku. Połowa z zakupionych maszyn pochodziła z zamówienia realizowanego dla RAF a druga została zbudowana specjalnie dla Peru. Pierwszy z zamówionej ósemki dostarczono w maju 1956 roku a ostatni w marcu 1957 roku. Zakupione maszyny trafiły w 1956 roku do Grupo Aéreo 22, stacjonującej na co dzień w Base Aérea Teniente Torres w Limatambo. W 1957 roku dotychczasową nazwę zmieniono na Grupo Aéreo 21, jednostkę przeniesiono do Base Aérea Teniente Coronel Pedro Ruiz Gallo w Chiclayo a peruwiańskie Canberry zgrupowano w Escuadrón de Bombardeo 22. W 1964 roku odbyła się kolejna reorganizacja, Grupo Aéreo 21 zmieniła nazwę stając się Grupo Aéreo Mixto 6 a jednostka Canberr Escuadrón de Bombardeo 622. W trakcie eksploatacji samolotów doszło do kilku katastrof, w efekcie których utracono kilka maszyn. 23 września 1956 roku doszło do pierwszej z nich, w wyniku której stracono Canberrę z numerem bocznym 476. 11 maja 1959 roku katastrofie uległ samolot o numerze bocznym 479. Aby skompensować straty, w 1959 roku zamówiono pojedynczy egzemplarz w wersji B(I).8, który dotarł do kraju w listopadzie 1960 roku. W 1960 roku zmieniono numery boczne samolotów, przydzielono im numery ewidencyjne 206, 207, 209, 210, 211 i 212. 8 kwietnia 1963 roku w katastrofie utracono kolejną Canberrę, z numerem bocznym 210 a 8 lutego 1972 rozbiła się maszyna numer 207. Poza wymienionymi, peruwiańskie siły lotnicze utraciły jeszcze co najmniej dziesięć innych maszyn typu Canberra różnych wersji. W 1965 roku zamówiono następne samoloty, sześć używanych bombowców w wersji B.2 i dwa szkolno-treningowe w wersji T.4. Pierwszy T.4 dostarczono w kwietniu 1966 roku a kolejny w maju tego samego roku. W sierpniu 1966 roku rozpoczęła się dostawa zakupionych B.2, ostatni egzemplarz dostarczono w styczniu 1967 roku. Siłami peruwiańskich zakładów, dzięki dostarczonym przez British Aircraft Corporation (BAC) częściom, zmodernizowano otrzymane samoloty nadając im nowe oznaczenie B.72 i T.74. W 1967 roku zakupiono trzy bombowce w wersji B.6 i kolejne trzy, w wersji B.2. Były to używane przez RAF samoloty, które wyremontowano w BAC przed ich wysłaniem do Peru. Pierwsza ze zmodernizowanych maszyn została dostarczona odbiorcy w lutym 1969 roku a ostatnia w czerwcu tego samego roku. W tym samym roku podpisano kontrakt na zakup pojedynczego egzemplarza B(I).8. Samolot był również wcześniej używany przez RAF. Po remoncie, ponownie wykonanym przez BAC i z nowym oznaczeniem B(I).68, w lipcu 1971 roku Canberra została dostarczona do Peru. W 1970 roku nastąpiła kolejna reorganizacja jednostek wyposażonych w Canberry. Grupo Aéreo Mixto 6 otrzymała nowe oznaczenie Grupo Aéreo 9 a wchodząca w jej skład Eskadra 622 została podzielona na dwie jednostki, Escuadrón de Bombardeo 921 i 922. W 1971 roku Peru podpisało następną umowę zakupu, obejmującą pojedynczego T.4, maszyna pierwotnie miała trafić do Indii. Po remoncie otrzymała oznaczenie T.74 i został dostarczony do kraju w lutym 1973 roku. W czerwcu 1973 roku Paru zakupiło kolejną partię jedenastu bombowców w wersji B(I).8. Były to używane przez RAF samoloty, które po remoncie w BAC i Marshall of Cambridge otrzymały oznaczenie B(I).68. Pierwszy z zakupionej jedenastki dotarł do Peru w marcu 1975 roku a ostatni w lipcu 1978 roku. W grudniu 1991 roku zakupiono w Republice Południowej Afryki pięć używanych przez South African Air Force bombowców w wersji B(I).12 i jeden szkolno-treningowy T.4. Peruwiańskie samoloty zostały wykorzystane bojowo na początku 1995 roku podczas walk na granicy z Ekwadorem[1].
- South African Air Force (9) – we wrześniu 1962 roku Republika Południowej Afryki zakupiła sześć nowych maszyn bombowych w wersji B(I).12 a wiosną następnego roku kolejne trzy, tym razem używane w wersji szkolno-treningowej T.4. W kwietniu 1964 roku producent dostarczył samoloty, które znalazły się na stanie 12 Squadron SAAF. Południowoafrykańskie samoloty były intensywnie wykorzystywane podczas toczącej się w latach 1975–1987 wojny granicznej. Samoloty wykonywały misje nad terytorium Angoli, Rodezji, Namibii, Zambii i Mozambiku. 14 marca 1979 roku, w Zambii, utracono Canberrę o numerze bocznym 452. Samolot zestrzelono ogniem przeciwlotniczym. W szczątkach maszyny poległa jej dwuosobowa załoga. 22 listopada 1990 roku oficjalnie wycofano Canberry ze służby[1].
- Rodezja (20) – Rodezja zakupiła 15 używanych wcześniej przez RAF bombowców B.2 pod koniec 1957 roku. Na początku 1958 roku dokupiono trzy szkolno-treningowe T.4, również będące wcześniej na wyposażeniu RAF. Przed dostarczeniem samolotów do Afryki, maszyny zostały wyremontowane w No. 15 Maintenance Units w bazie RAF Wroughton. Zakupione bombowce dostarczono pomiędzy marcem a czerwcem 1959 roku a samoloty treningowe w marcu 1961 roku. Canberry treningowe pierwotnie były samolotami B.2, które do wersji T.4 zmodyfikowano w zakładach Short Brothers. W Royal Rhodesian Air Force Canberry zostały wcielone do No. 5 (Bomber) Squadron i No. 6 (PR) Squadron. Obydwie jednostki stacjonowały w New Sarum Air Force Base. W celu doskonalenia umiejętności pilotażowych, rodezyjskie samoloty brały udział w ćwiczeniach wspólnie z maszynami RAF. W marcu 1962 roku zmieniono burtowe numery samolotów. Wersje B.2 otrzymały numery od 200 do 214 a maszyny szkolne od 215 do 217. Z różnych powodów wycofano cztery Canberry, maszyny o numerach 206, 207, 211 i 213. Pod koniec 1963 roku rozwiązano No. 6 (PR) Squadron a Canberry znajdujące się na jego wyposażeniu przeniesiono do No. 5 (Bomber) Squadron. W marcu 1968 roku ponownie zmieniono burtowe oznaczenie samolotów. Do istniejącego numeru, dodano w różnej pozycji cyfrę 5 z literą R, oznaczającą numer eskadry. Canberry wykorzystywano bojowo w trakcie wojny rodezyjskiej. W trakcie walk, 3 października 1979 roku Canberra B.2, o numerze bocznym R5203 została zestrzelona wraz z całą, trzyosobową załogą nad Mozambikiem. W 1970 pozyskano dwa samoloty bombowe poprzez przebudowę posiadanego samolotu wersji T.4 (R2155) oraz zmontowaniu bombowca (R2158) z części i podzespołów wycofanych wcześniej maszyn. W 1972 roku dokonano kolejnej konwersji samolotu T.4 (R2516) na wersję B.2 oraz budowy nowego egzemplarza R2519 z wykorzystaniem istniejących już części. Ten drugi powstał dzięki połączeniu tylnej części kadłuba maszyny o numerze 213, przedniej części kadłuba samolotu o numerze R2055 i skrzydeł pochodzących z samolotu 207. Bombowy R2155 została przywrócona do swojej pierwotnej, szkolno-treningowej funkcji w 1974 roku. W 1975 roku, powstały z elementów trzech różnych samolotów R2519 został przystosowany do wypełniania zadań rozpoznawczych. Koniec lat 70. XX wieku to również koniec operacyjnego użycia Canberr. Kończący się resurs, brak części zamiennych i eksploatacyjne zużycie samolotów, iż w 1980 roku, Zimbabwe przejęło osiem B.2 i trzy T.4[1].
- United States Air Force (B-57 Canberra)
- Fuerza Aérea Venezolana (46)
- Zimbabwe (11) – Air Force of Zimbabwe zostały utworzone 18 kwietnia 1980 roku wraz z proklamowaniem nowego państwa noszącego nazwę Zimbabwe, równolegle kładącemu kres istnienia Rodezji. Cały sprzęt i infrastruktura nowych sił powietrznych pochodziła z Rhodesian Air Force. Wśród przejętych w ten sposób samolotów znalazło się osiem Canberr B.2 i trzy Canberry T.4. Niestety większość z nich była wyeksploatowana i niezdatna do lotu. W marcu 1981 roku Zimbabwe udało się zakupić w Wielkiej Brytanii pojedynczą, używaną Canberrę B.2 i, również używaną w wersji T.4. Oba samoloty zostały wycofane z sił powietrznych 5 grudnia 1983 roku[1].

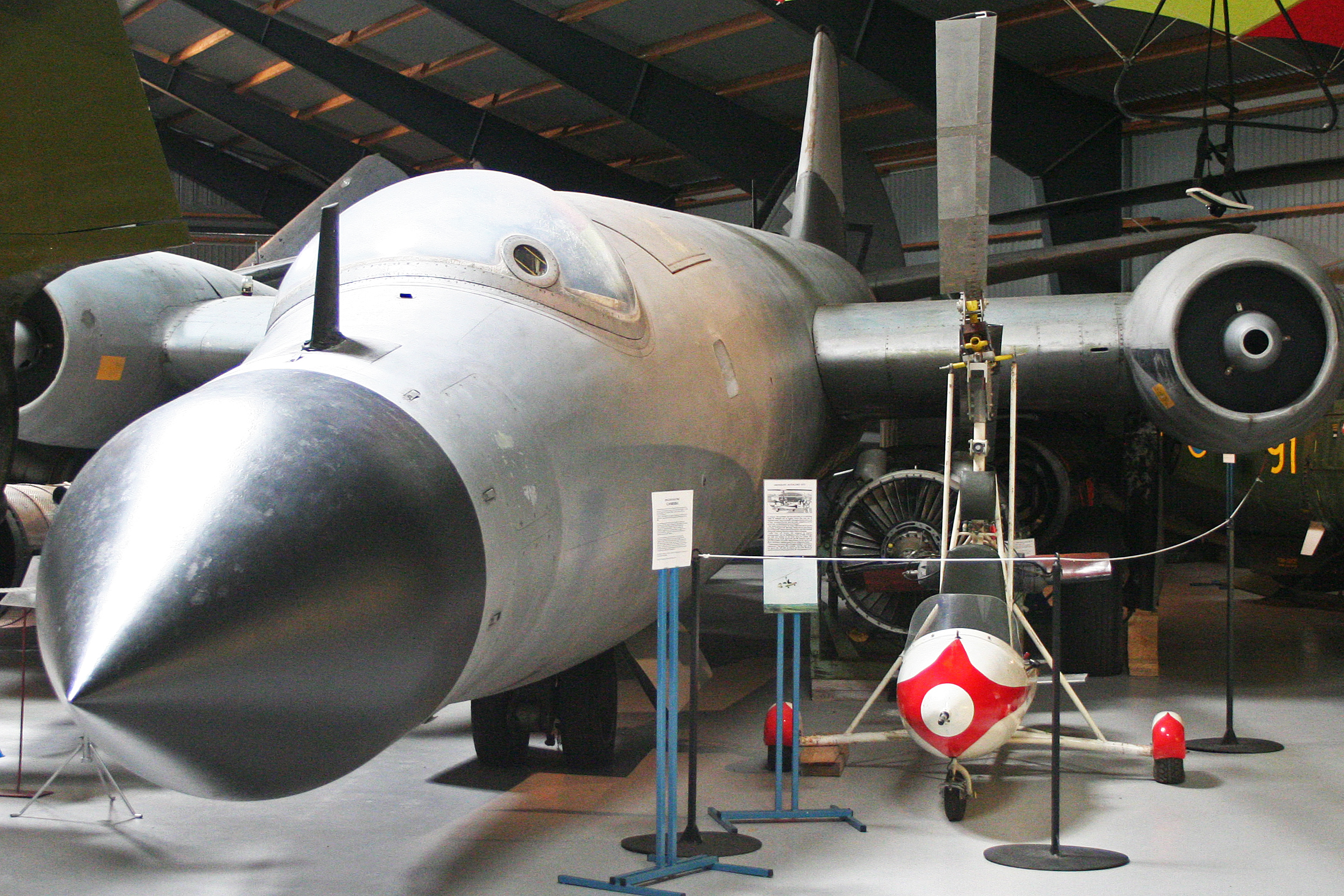
Szwedzka Canberra w wersji zwiadu elektronicznego prezentowana w Svedinos Bil- & Flymuseum

- (2) – 1 lutego 1960 i 5 marca tego samego roku dotarły do Szwecji dwie używane Canberry w wersji B.2, zakupione w sierpniu 1959 roku. Ich pierwotnym przeznaczeniem były loty doświadczalne mające na celu ocenę pracy radarów i awioniki. Przed przekazaniem Szwedom maszyny poddane zostały modernizacji polegającej na usunięciu nosa płatowca B.2 i zastąpieniu go dziobem pozyskanym z wersji T.11. W Szwecji samoloty oznaczone jako Tp 52, znalazły się na stanie skrzydła F 8 (Flygflottilj 8) aż do jego rozwiązania w 1976 roku. Następnie, nielatające już maszyny weszły w skład skrzydła F 3. Pierwsza z Canberr została wycofana ze służby w marcu 1973 roku a druga w marcu 1974 roku. Podczas swojej służby, obok misji doświadczalnych, samoloty wykonywały w latach zwiadu elektronicznego. W tym celu zmodernizowano komorę bombową przystosowując ją do przenoszenia specjalistycznego sprzętu oraz dodano anteny[1].